# 衝浪季節
《衝浪季節》（英語：Surf's Up）是一部2007年美國電腦動畫仿紀錄片，由索尼動畫製作，克里斯·巴克與艾許·布拉昂執導。

## 劇情
麥酷弟（Cody Maverick）是一隻年輕的跳岩企鵝，在一場衝浪比賽中第一次見到“Z帥（Zeke "Big Z" Topanga）”，隨即就被這位有出色技巧的傳奇衝浪手的風采所激勵，瘋狂地愛上了衝浪運動。在前往衝浪世界盃的比賽聖地——夏威夷，途中結識性格怪異、喋喋不休的焦麻雞（Chicken Joe）、漂亮的救生企鵝藍妮妮（Lani Aliikai）、驕傲的衝浪冠軍坦克（Tank "The Shredder" Evans）以及神秘的怪腳，經歷一段短暫的往來之後，麥酷弟驚訝地發現神秘的怪腳居然就是自己的偶像——隱退的Z帥，也終於憑藉自己的真心得到了衝浪大師Z帥的點播，衝浪技巧突飛猛進。

## 配音員
| 配音            | 配音   | 角色                                                |
| 美國            | 台灣   | 角色                                                |
| --------------- | ------ | --------------------------------------------------- |
| 西亞·李畢福     | 張孝全 | 麥酷弟（Cody Maverick），跳岩企鵝（北凤头黄眉企鹅） |
| 傑夫·布里吉     | 陳幼文 | Z帥（Zeke "Big Z" Topanga），皇帝企鹅               |
| 柔伊·黛絲香奈   | 隋棠   | 藍妮妮（Lani Aliikai），巴布亞企鵝                  |
| 喬恩·海德       | 賀宇傑 | 焦麻雞（Chicken Joe），鸡（來自威斯康辛州）         |
| 馬力歐·卡圖     | 劉傑   | 米基（Mikey Abromowitz），鷸鴴（半蹼濱鷸）          |
| 詹姆士·伍德斯   | 魏伯勤 | 雷大炮（Reggie Belafonte），海獺                    |
| 狄爾里奇·巴德   | 林谷珍 | 坦克（Tank "The Shredder" Evans），國王企鵝         |
| 達娜·貝爾本     | 羅小雲 | 艾德娜（Edna Maverick），跳岩企鵝（北凤头黄眉企鹅） |
| 布萊恩·波斯     | 陳宏瑋 | 可人（Glen Maverick），跳岩企鵝（北凤头黄眉企鹅）   |
| 凱利·史雷特     |        | 他自己                                              |
| 羅伯·馬查多     |        | 他自己                                              |
| 艾許·布萊隆     |        | 他自己                                              |
| 克里斯·巴克     |        | 他自己                                              |
| 瑟萊馬·馬西奇拉 |        | 他自己                                              |
| 里德·巴克       |        | 阿諾（Arnold）                                      |

## 評價
爛番茄根據148條評論，給出79%的新鮮度，平均得分6.7/10。Metacritic上取自各著名影視評論，基於26篇影評，滿分100分中平均分數得到64分。

## 外部連結
- 官方网站
- Official DVD website
- 互联网电影数据库（IMDb）上《衝浪季節》的资料（英文）
- AllMovie上《衝浪季節》的资料（英文）
- 爛番茄上《衝浪季節》的資料（英文）
- Metacritic上《衝浪季節》的資料（英文）
- Box Office Mojo上《衝浪季節》的資料（英文）
- Behind-the-Scenes with Sony Pictures Animation，存档于（存檔日期 October 11, 2007） - articles about the film production, mostly technical